# ایپولیت لازرگس
ایپولیت لازرگس (فرانسوی: Hippolyte Lazerges‎؛ ۵ ژوئیه ۱۸۱۷ – ۲۳ اکتبر ۱۸۸۷) یا ژان ایپولیت ریموند لازرگس، یک آهنگساز ملودی، ترانه و نقاش اهل فرانسه بود. وی برنده جوایزی همچون لژیون دونور (شوالیه) شده است.
پسر وی ژان باپتیست پل لازرگس (۱۸۴۵–۱۹۰۲) نیز یک نقاش بود.

## نگارخانه

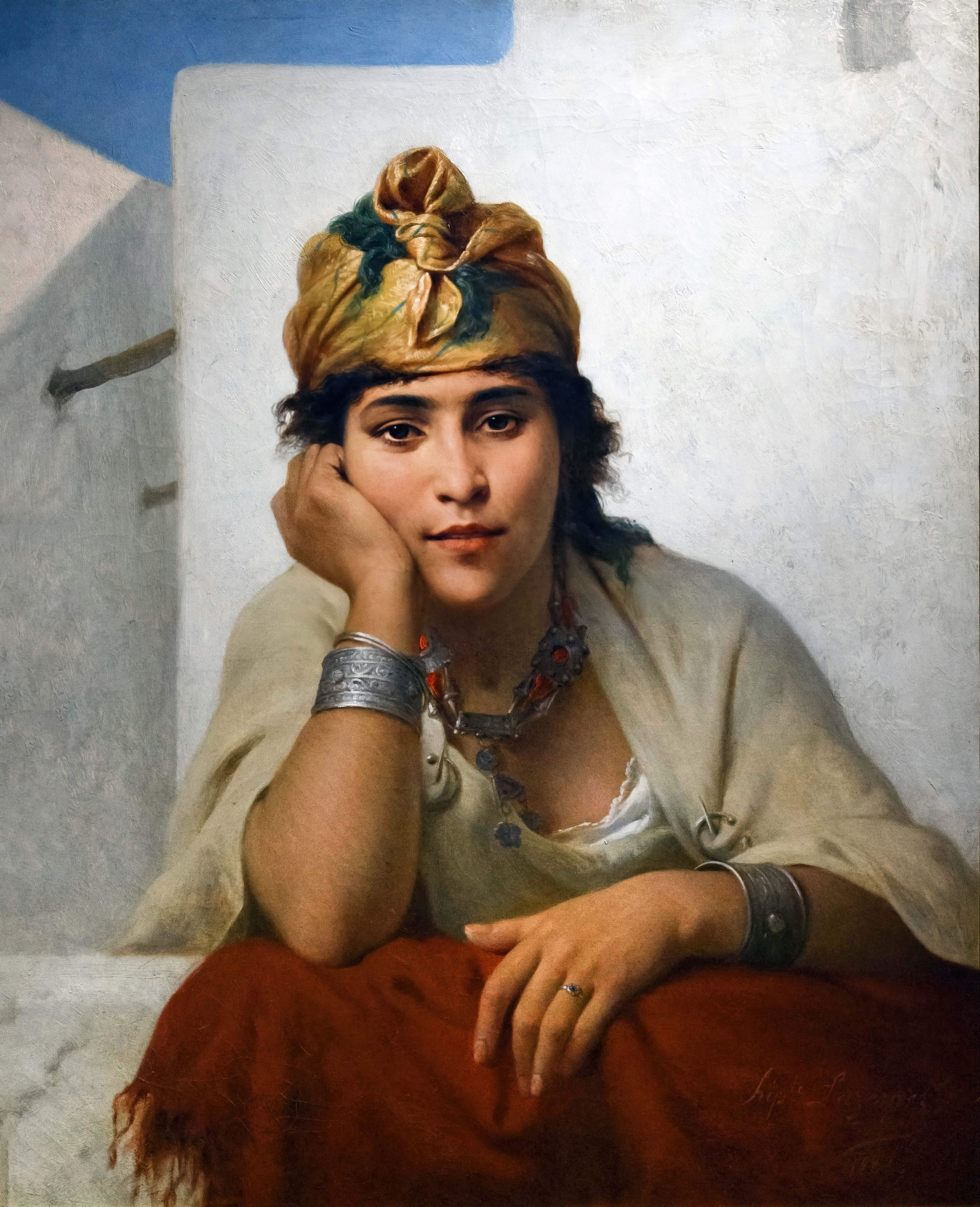
خیال, ۱۸۸۳
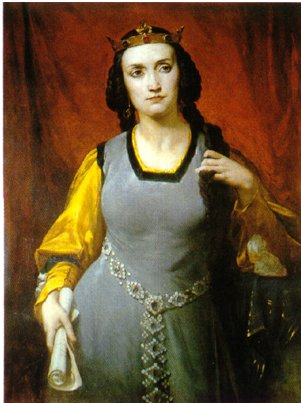
پرتره ماری دروال, c.1846
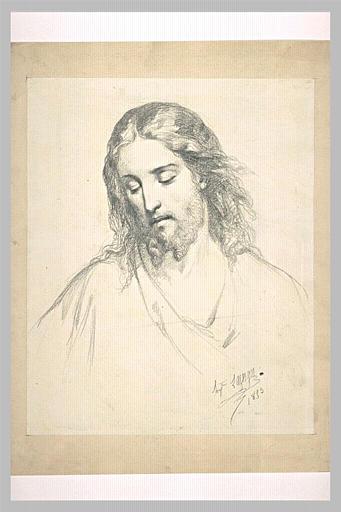
پرتره مسیح, ۱۸۵۳
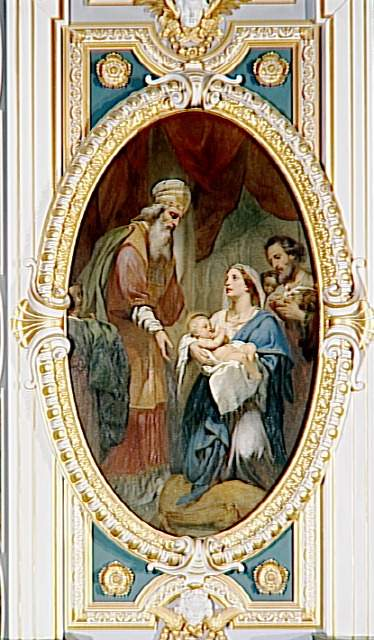
هدیه به معبد, ۱۸۵۵
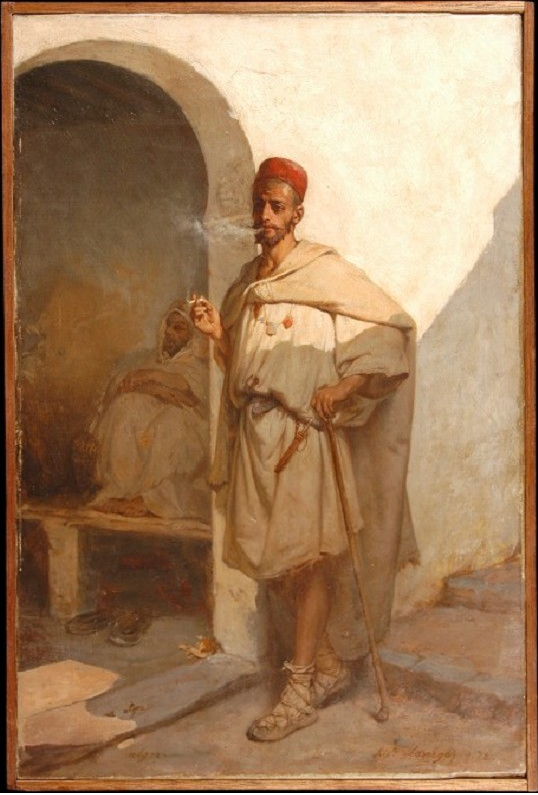
Café maure à Alger, 1878